# Chrysosplenium nagasei
Chrysosplenium nagasei là một loài thực vật có hoa trong họ Saxifragaceae. Loài này được Wakab. & H.Ohba miêu tả khoa học đầu tiên năm 1995.